# Alliance internationale pour la liberté de religion ou de conviction
 (mai 2025).
La mise en forme du texte ne suit pas les recommandations de Wikipédia : il faut le « wikifier ».
Les points d'amélioration suivants sont les cas les plus fréquents. Le détail des points à revoir est peut-être précisé sur la page de discussion.
- Les titres sont pré-formatés par le logiciel. Ils ne sont ni en capitales, ni en gras.
- Le texte ne doit pas être écrit en capitales (les noms de famille non plus), ni en gras, ni en italique, ni en « petit »…
- Le gras n'est utilisé que pour surligner le titre de l'article dans l'introduction, une seule fois.
- L'italique est rarement utilisé : mots en langue étrangère, titres d'œuvres, noms de bateaux, etc.
- Les citations ne sont pas en italique mais en corps de texte normal. Elles sont entourées par des guillemets français : « et ».
- Les listes à puces sont à éviter, des paragraphes rédigés étant largement préférés. Les tableaux sont à réserver à la présentation de données structurées (résultats, etc.).
- Les appels de note de bas de page (petits chiffres en exposant, introduits par l'outil «  Source ») sont à placer entre la fin de phrase et le point final[comme ça].
- Les liens internes (vers d'autres articles de Wikipédia) sont à choisir avec parcimonie. Créez des liens vers des articles approfondissant le sujet. Les termes génériques sans rapport avec le sujet sont à éviter, ainsi que les répétitions de liens vers un même terme.
- Les liens externes sont à placer uniquement dans une section « Liens externes », à la fin de l'article. Ces liens sont à choisir avec parcimonie suivant les règles définies. Si un lien sert de source à l'article, son insertion dans le texte est à faire par les notes de bas de page.
- La présentation des références doit suivre les conventions bibliographiques. Il est recommandé d'utiliser les modèles {{Ouvrage}}, {{Chapitre}}, {{Article}}, {{Lien web}} et/ou {{Bibliographie}}. Le mode d'édition visuel peut mettre en forme automatiquement les références.
- Insérer une infobox (cadre d'informations à droite) n'est pas obligatoire pour parachever la mise en page.

Pour une aide détaillée, merci de consulter Aide:Wikification.
Si vous pensez que ces points ont été résolus, vous pouvez retirer ce bandeau et améliorer la mise en forme d'un autre article.
L'Alliance internationale pour la liberté de religion ou de conviction (en anglais : International Religious Freedom or Belief Alliance - IRFBA) est un réseau de pays qui promeut la liberté de religion ou de conviction (FoRB) dans le monde. Lancée en 2020, elle compte 38 États membres, cinq États amis et trois observateurs,.
En décembre 2024, l'Alliance a été déclarée « organisation indésirable » en Russie.

## Principes et objectifs
Les principes et objectifs de l’Alliance sont stipulés dans la Déclaration des principes de l’IRFBA.
Le but de l’Alliance est de mettre en relation les États et les gouvernements pour promouvoir la liberté de religion ou de conviction dans le monde. Ce faisant, l’Alliance se réfère à l’article 18 de la Déclaration universelle des droits de l’homme et à l’article 18 du Pacte international relatif aux droits civils et politiques (PIDCP), qui consacrent la liberté de religion ou de conviction comme un droit humain universel.
En outre, l’Alliance se réfère à la Déclaration des Nations unies de 1981 sur l’élimination de toutes les formes d’intolérance et de discrimination fondées sur la religion ou la conviction, aux Lignes directrices de l’UE sur la promotion et la protection de la liberté de religion ou de conviction et aux Lignes directrices de l’OSCE sur la liberté de religion ou de conviction et la sécurité.
Conformément à cette conception de la liberté de religion ou de conviction, qui suit l’approche des droits de l’homme, la liberté de religion ou de conviction comprend donc : le droit d’avoir ou non une religion ou une conviction, le droit d’en changer, le droit d’exprimer sa foi ou ses convictions individuellement ou collectivement, en public ou en privé, par le culte, l’enseignement et les pratiques rituelles.
L’Alliance affirme que la liberté religieuse est un droit humain universel et indivisible. Elle entend accorder une attention particulière à la protection des membres des minorités religieuses et à la lutte contre la discrimination et la persécution fondées sur la religion ou les convictions.
Les activités de l’Alliance viennent compléter les travaux existants visant à promouvoir la liberté de religion ou de conviction au sein des Nations unies et d’autres organisations multilatérales et régionales.

## Membres
L'Alliance internationale pour la liberté de religion ou de conviction compte actuellement 38 États membres : l'Albanie, l'Allemagne, l'Arménie, l'Australie, l'Autriche, la Bosnie-Herzégovine, le Brésil, la Bulgarie, le Cameroun, Chypre, la Colombie, le Costa Rica, la Croatie, le Danemark, l'Estonie, les États-Unis, la Gambie, la Géorgie, la Grèce, la Hongrie, Israël, le Kosovo, la Lettonie, la Lituanie, Malte, la Norvège, les Pays-Bas, la Pologne, la République démocratique du Congo, la République tchèque, la Roumanie, le Royaume-Uni, le Sénégal, la Sierra Leone, la Slovaquie, la Slovénie, le Togo et l'Ukraine.
Il y a également cinq États amis de l'IRFBA : le Canada, la Guyane, le Japon, la Corée du Sud et la Suède. Enfin, il y a trois observateurs de l'IRFBA : l'Ordre souverain de Malte, Taïwan et le Rapporteur spécial des Nations unies sur la liberté de religion ou de conviction.
L'adhésion à l’Alliance est subordonnée à un engagement clair envers la Déclaration des principes de l’Alliance.

## Direction
Fiona Bruce a été élue présidente de l'IRFBA en 2022 et a été réélue pour un second mandat en 2023. Le président actuel est Robert Rehak.

## Conférences ministérielles
La conférence ministérielle de l'IRFBA 2023 a réuni des représentants de 60 pays à Prague, sur le thème de la liberté de religion ou de conviction sous les régimes autoritaires. Cette conférence comportait des sessions sur la surveillance numérique, la diplomatie sportive, les femmes et la liberté de religion ou de conviction, les défenseurs des jeunes et des panels régionaux sur le Moyen-Orient et l'Europe centrale. Le programme est disponible sur le site Internet du ministère des Affaires étrangères de la République tchèque.